# Tchalaï Unger
Tchalaï Unger (1934-2005) foi uma jornalista, violinista, crítica de cinema, psicoterapeuta e taróloga. Nascida no Noroeste da França, onde construiu uma carreira muito prolífica, tendo contribuído para grandes veículos de impressa franceses com críticas cinematográficas e entrevistando grandes nomes da indústria como Spielberg, Marlon Brando e Martin Scorcese. Mas foi quando ela assumiu sua origem cigana e decidiu estudar a fundo o tarô que construiu seu maior legado, sendo um dos nomes mais importantes da tarologia no século XX e deixando uma série de publicações inovadoras 

## Identidade e cartomancia
Nascida Micheline Bazin, já na idade adulta resolveu assumir suas origens Rom. Adotou então o sobrenome de seu avô, Unger, e o nome Tchalaï. Também se converteu ao catolicismo ortodoxo e mergulhou de cabeça na cultura de seu povo. A partir de suas pesquisas, descobre a grande importância da cartomancia para os ciganos e decide aprender os sistemas mais comuns. Sendo o tarô um método de adivinhação com cartas muito popular na França, ela se dedica ao clássico Tarô de Marselha e deixa sua marca nos estudos da escola francesa, criando a base do que viria a ser desenvolvido por nomes como Jodorowsky e Yoav Ben-Dov.

## Publicações

### Livros
- Les empreintes de l'invisible[4]
- Le tarot, jeu du gouvernement du monde[5]
- Le Véritable Tarot Tzigane[6]

### Baralho
- Tarot Tzigane[7] [8]